# 田中定吉
田中 定吉（たなか さだきち、1870年3月26日（明治3年2月25日）- 1929年（昭和4年）1月5日）は、明治から昭和初期の実業家、政治家。衆議院議員、香川県会議長。号・虚堂、俳号・笑蛙。

## 経歴
讃岐国香川郡高松紺屋町（現香川県高松市紺屋町）で、富豪・田中仁八郎の二男として生まれる。1889年（明治22年）に上京し、1892年（明治25年）専修学校理財科を卒業した。1893年（明治26年）3月、家督相続した。
帰郷して、高松銀行取締役を務めた。その他、高松商業会議所会頭、讃紙取締役、高松煉瓦取締役社長、第百十四銀行監査役、高松土地建物監査役、東京郊外土地監査役などに在任。また、讃岐実業新聞社の2代社長に就任し、讃岐日報社に改称して香川新報との競争を繰り広げた。
政界では高松市会議員に就任。1897年（明治30年）香川県会議員に選出され、1901年（明治34年）11月から1903年（明治36年）3月まで県会議長を務めた。立憲政友会香川県支部幹事として党勢の拡大に尽力した。1903年3月の第8回衆議院議員総選挙で香川県高松市から出馬して初当選。その後、1924年（大正13年）5月の第15回総選挙まで5回再選され、衆議院議員に通算6期在任した。この間、政友会幹事、同協議員などを務めた。

## 国政選挙歴
- 第7回衆議院議員総選挙（香川県高松市、1902年8月、立憲政友会）落選[12]
- 第8回衆議院議員総選挙（香川県高松市、1903年3月、立憲政友会）当選[12]
- 第9回衆議院議員総選挙（香川県高松市、1904年3月、立憲政友会）当選[12]
- 第10回衆議院議員総選挙（香川県高松市、1908年5月、立憲政友会）当選[13]
- 第11回衆議院議員総選挙（香川県高松市、1912年5月、立憲政友会）落選[13]
- 第12回衆議院議員総選挙（香川県高松市、1915年3月、立憲政友会）当選[13]
- 第14回衆議院議員総選挙（香川県第1区、1920年5月、立憲政友会公認）当選[14]
- 第15回衆議院議員総選挙（香川県第1区、1924年5月、立憲政友会公認）当選[15]

## 親族
- 妻 田中リツ（川崎舎定馬長女[3]、実業家川崎舎恒三姉[16]）